# Лоббах
Лоббах (нім. Lobbach) — громада в Німеччині, знаходиться в землі Баден-Вюртемберг. Підпорядковується адміністративному округу Карлсруе. Входить до складу району Рейн-Неккар.
Площа — 14,91 км2. Населення становить 2375 ос. (станом на 31 грудня 2020).